# Luigi Magnotti
Luigi Magnotti (23 de abril de 1895 – 8 de julho de 1948) foi um ciclista italiano, natural da Suíça. Competiu em duas provas nos Jogos Olímpicos de 1924 em Paris, obtendo o melhor desempenho na estrada por equipes ao terminar em quinto lugar.